# كهف السم

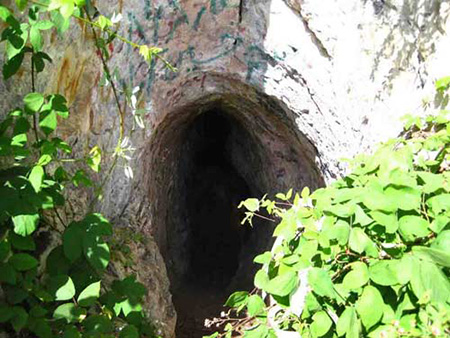
كهف السم في منطقة ناميج في إيران

كهف السم يعني في اللغة المحلية (حفرة وكهف)، وهو اسم لكهف يقع على ارتفاع 1700 متر فوق جبل علي (الضريح أعلى الجبل) في منطقة ناميج التابعة لمركز كالبوش في محافظة ميامي الإيرانية؛ على مسافة ما يقرب من ساعتين سيرًا على الأقدام. وتتكون هذه الحفرة الطبيعية من الجير الذي يتمدد بناءً على تدفق المياه من داخل الصخور الكلسية. ويعتبر كهف السم ثاني أعمق كهف في البلاد.

## عوامل الجذب
وفَّرت عوامل الجذب الجميلة والتي لم يتدخل فيها الإنسان لهذا الكهف، على الرغم من خطورته، بيئة جاذبة لمحبي السياحة البيئية، والرياضة الترفيهية لتسلق الكهوف واستكشافها، وتسلق الجبال. واكتُشف حتى الآن 21 بئرًا في هذا الكهف الجميل بجهود مجموعات تسلق الجبال، واكتشفت مجموعة قنبد قابوس لتسلق الجبال 17 بئرًا من هذه الآبار. وتوجد هذه الظاهرة الغامضة في هذا الكهف على عمق 375 مترًا.
إن احترافية التسلق أمر مهم وضروري للغاية بالنسبة لأولئك الذين يعتزمون تسلق الكهوف واستكشافها في هذا الكهف. وكلما تقدمت إلى الأمام في هذا الكهف، كلما ازدادت برودة الجو.

## الخصائص
إن أعمال الإغاثة في كهف السم أمرٌ صعبٌ للغاية وحتى أنها أحيانًا ما تكون مستحيلة؛ بسبب الطرق الصعبة، لذلك يعتقد روَّاد تسلق الكهوف المحترفون أن هذا الكهف خطير للغاية. وتدل العينات المكتشفة من الجماجم البشرية والحيوانية في هذا الكهف على مدى خطورته.